# CAML
CAML (Categorical Abstract Machine Language) 
è una versione del linguaggio di programmazione ML sviluppata in Francia presso l'INRIA e l'École Normale Supérieure (ENS). La sua prima implementazione, in Lisp, è stata soprannominata Heavy CAML per la richiesta di ingenti risorse computazionali in confronto al suo successore CAML Light, implementato in C da Xavier Leroy and Damien Doligez.
Oltre alla completa riscrittura, CAML Light aggiunge al precedente nucleo del linguaggio un potente sistema di modularizzazione. 
Dal 1995, è stato aggiunto anche il trattamento degli oggetti e da allora il nome del linguaggio è mutato in OCaml.